# Pamela Rendi-Wagner
Pamela Rendi-Wagner (født 7. maj 1971 i Wien) er en østrigsk politiker og formand for Østrigs socialdemokratiske parti (SPÖ).

## Politisk karriere
Hun uddannede sig fra Det Medicinske Fakultet ved Wiens Universitet i 1996. Mellem 1998 og 2002 arbejdede hun ved Institut for Specifik Forebyggelse og Tropiske Sygdomme ved Wien Universitet. 
Mellem 2003 og 2007 arbejdede han igen på Wien-universitetet, på sin tidligere afdeling og i centrum for rejsrelaterede sygdomme (Zentrum für Reisemedizin).
Siden 2011 har hun arbejdet i sundhedsministeriet. 
Hendes mand Michael Rendi er en SPÖ-politiker, tidligere ambassadør i Tel Aviv i Østrig. De har to døtre.

## Weblinks
- Wikimedia Commons har flere filer relateret til Pamela Rendi-Wagner